# Michał Cieślak
Michał Cieślak, född den 6 september 1968 i Sierpc i Polen, är en polsk roddare.
Han tog OS-brons i fyra med styrman i samband med de olympiska roddtävlingarna 1992 i Barcelona.